# Céligny Ardouin
Céligny Ardouin, född 1801, död 1849, var en haitisk politiker och historiker. Han var medlem i statssekreterarnas råd på Haiti under perioden 27 februari–1 mars 1847. Han är kanske mest känd för sitt historiska verk Etudes sur l'Histoire d'Haïti (1865) som omfattar elva volymer.
Ardouin hamnade i onåd hos regeringen och avrättades 1849. Han hade två syskon, som även de kom att spela en betydande roll i sin samtid. Beaubrun Ardouin var politiker och Coriolan Ardouin poet.